# Agente autónomo
Un agente autónomo es un agente inteligente que opera en nombre de un propietario, pero sin ninguna interferencia de esa entidad propietaria. Sin embargo, un agente inteligente parece ser, de acuerdo con un comunicado muy citado en un documento técnico de IBM —que ya no es accesible— de la siguiente manera:
Los agentes inteligentes son entidades de software que llevan a cabo un conjunto de operaciones en nombre de un usuario o de otro programa con algún grado de independencia o autonomía, y al hacerlo, emplean algún conocimiento o representación de los objetivos o deseos de los usuarios.
Dicho agente es un sistema que forma parte y está situado en un entorno técnico o natural, que detecta cualquier estado (o alguno) de ese entorno, y actúa sobre él en la búsqueda de sus propios objetivos. Dicho programa se desarrolla a partir de unidades (o metas programadas). El agente actúa para cambiar parte del entorno o de su estatus e influye según lo que percibió.
Ejemplos no biológicos incluyen agentes inteligentes, robots autónomos, y varios agentes de software, incluidos los agentes de vida artificial, y muchos virus informáticos. Ejemplos biológicos aún no han sido definidos.